# Libri delle Cronache
I due libri delle Cronache (in ebraico דברי הימים‎?, divré ha-yamim, "cose dei giorni"; in greco A'-B' Παραλειπομένων?, 1-2 Paraleipomenōn, "I e II [libro] delle omissioni"; in latino 1-2 Paralipomenon) sono due testi contenuti nella Bibbia ebraica (Tanakh, dove sono contati come un testo unico) e cristiana.
Sono scritti in ebraico e, secondo l'ipotesi maggiormente condivisa dagli studiosi, la loro redazione definitiva, ad opera di autori ignoti, è collocata attorno al 330-250 a.C. in Giudea. Rappresentano una rielaborazione della storia degli Ebrei già narrata negli altri testi storici.
Il primo libro è composto da 29 capitoli contenenti varie genealogie da Adamo a Davide e la descrizione del suo regno (fino al 970 a.C. circa). Il secondo libro è composto da 36 capitoli descriventi il regno di Salomone e la storia del regno di Giuda, la sua distruzione, l'esilio babilonese e il ritorno (dal 970 a.C. circa al 538 a.C.)

## Il Cronista
I due Libri delle Cronache (letteralmente in ebraico Parole dei Giorni) ripropongono molte delle vicende già narrate nei due Libri di Samuele e nei due Libri dei Re. Ma non si tratta di una pura e semplice riedizione, come potrebbe apparire a prima vista. Quei libri appartengono infatti alla tradizione deuteronomistica, mentre l'autore di questi due libri, definito il Cronista, appartiene alla cosiddetta Tradizione sacerdotale, la stessa del primo capitolo della Genesi. Tale tradizione sorge a Babilonia durante l'Esilio; a differenza del Deuteronomista, essa ha chiaro alla mente un preciso progetto che non è solo storico, ma anche e soprattutto religioso.
Infatti il Cronista non si limita ad esporre fatti, come fa il Deuteronomista nella famosa "Successione al Trono di Davide". Egli seleziona e rielabora i dati allo scopo di esaltare principalmente il Tempio ed il Culto in Gerusalemme, intesa come il cuore stesso della fede e dell'identità di Israele come popolo. Non a caso, sui 19 capitoli dedicati dal Primo Libro al Regno di Davide, ben 10 sono dedicati al trasporto dell'Arca dell'Alleanza in Gerusalemme ed alle disposizioni del re a proposito della costruzione del Tempio, come se a suo figlio Salomone non fosse rimasto che mettere in atto le disposizioni paterne. Altri 8 capitoli del Secondo Libro sono poi dedicati all'effettiva costruzione di quella che fu definita l'ottava meraviglia del mondo antico. La storia narrata dal Cronista è dunque in realtà una Storia Sacra, una storia che ruota attorno al Tempio.
L'attendibilità storica dei Libri delle Cronache è spesso problematica e, come osservano gli studiosi della Bibbia Edizioni Paoline, il redattore "esclude tutto ciò che può offuscare la gloria di Davide e di Salomone, sorvola su tutta la storia del Regno del Nord. Quando si tratta dei leviti, ardisce introdurre delle sconvolgenti correzioni e modifiche nelle fonti, idealizza le figure di Davide e Salomone, applica in tutti i casi e in forma molto rigida il principio del contrappasso, crea i discorsi religiosi e polemici dei re, inventa oracoli di profeti, maggiora i numeri, non rifugge dagli anacronismi, sottolinea i diretti interventi di Dio in favore dei Giudei. Il Cronista ci fornisce una storia midrascica, cioè una riflessione immaginativa ed uno sviluppo di dati storici, a partire dalla S. Scrittura nel senso della Tradizione"; inoltre, come evidenziano gli esegeti dell'interconfessionale Bibbia TOB, il testo, al pari degli altri libri biblici, ha anche risentito di errori di trasmissione in quanto "il Cronista ha conosciuto il testo ebraico di Samuele-Re in uno stato più antico di quello che attualmente possediamo, e sia Samuele-Re che Cronache hanno subito l'inevitabile manomissione dei copisti". Notano gli stessi esegeti, come tra gli esempi di incongruenze storiche vi sia l'episodio in 1Cro5,26, relativo alla deportazione, in cui " il Cronista, per il quale gli avvenimenti ricordati sono lontani, confonde le due deportazioni menzionate nel libro dei Re (2Re15,29 e 17,3-6): la prima nel 734 riguardò la Transgiordania, la seconda nel 721 investì la Samaria e il regno d'Israele; inoltre, egli accenna a due re d'Assiria, Pul e Tiglat-Pilezer, ma questi due nomi si riferiscono allo stesso personaggio, mentre la seconda deportazione fu portata a termine da Salmassar e Sargon"; un altro esempio di anacronismo si trova in 1Cro16,27 dove "il Cronista, che fa cantare il salmo al tempo di Davide, non poteva parlare del tempio che ancora non esisteva".

## Esilio e dominazione persiana
I Libri delle Cronache sarebbero stati redatti da gruppi di israeliti di stirpe sacerdotale levitica nella provincia di Jehud, ex colonia babilonese che assunse il nome di Yehud Medinata a seguito del trasferimento alla regola dei Persiani, in un tempo in cui la comunità ebraica avvertiva particolarmente il contrasto fra l'ordine sociale del periodo del Primo e del Secondo Tempio e quello imposto della dominazione dei Persiani. L'identità e il fattore unificante del popolo ebraico sono rappresentati dall'elemento religioso e non più da quello storico. La maggior parte dei commentatori fissava l'intervallo di datazione fra la fine della cattività babilonese e l'inizio dell'età ellenistica, scelta come limite superiore per la totale assenza di un qualsiasi influsso della teologia ellenistica e del greco ellenistico.
Secondo il teologo protestante svizzero Thomas Willi, durante l'esilio babilonese gli Ebrei avrebbero continuato a praticare i sacrifici come accadeva al tempo del Primo Tempio di Gerusalemme. Caduto il Regno di Giuda, venne meno la continuità liturgica e istituzionale che non si erano interrotte fra il Primo Tempio e l'esilio: se il Secondo Tempio fu percepito dagli Ebrei ancora come la dimora di JHWH, tuttavia esso non si identificava più con la dimora del re e del suo Dio, ma come la dimora di un Dio universale che non era più visto come un elemento unificante del popolo ebraico. La tendenza universalistica della nuova religiosità ebraica del Secondo Tempio favorì successivamente l'assorbimento delle comunità ebraiche all'interno della cultura religiosa dell'Impero Persiano. Malgrado l'indipendenza proclamata dalla provincia di Jehud, agli Ebrei non fu più possibile continuare a sviluppare le proprie tradizioni descritte nel Pentateuco e nella storia del Deuteronomio.
Si ebbe quindi una fase di riappropriazione della propria identità storica con i Libri delle Cronache e l'esegesi dei testi antichi, seguita da una fase di integrazione con i Persiani, nella nuova consapevolezza di appartenere ad un'umanità universale.

Secondil Willi, i figli di Davide non si opposero all'instaurazione di un monarca non israelita che era devoto al culto di divinità pagane, bensì riuscirono a integrarsi in un nuovo ordine sociale multireligioso, multietnico e tollerante che lasciò loro il diritto di celebrare la Pasqua Ebraica nelle date e nei modi prescritti dal Pentateuco: una prova determinante sarebbe la lettera pasquale indirizzata dal re Dario II alla comunità ebraica di Elefantina, datata all'anno 419 a.C.

## Datazione
In 1 Cr 29,7 si dice che i capofamiglia delle Tribù d'Israele offrirono tra l'altro «diecimila darici» per la costruzione del Tempio di Salomone. Ma si tratta di un evidente anacronismo: come dice il nome, queste monete furono fatte coniare dall'imperatore persiano Dario I (522-486 a.C.), del quale portavano l'effigie. Al tempo di Davide e di Salomone le monete non erano neppure in uso; evidentemente il Cronista trasporta al tempo dei Re un'abitudine corrente alla sua epoca. Questo è uno dei più validi argomenti usato da chi data i Libri delle Cronache al V secolo a.C.
Il secondo argomento si collega a quanto detto nel paragrafo precedente: il Tempio di Gerusalemme è centrale nel libro proprio perché viene additato dal Cronista come simbolo di speranza e di fiducia per gli Ebrei ritornati in Canaan dopo l'esilio, e costretti a vivere tra mille difficoltà materiali e morali.
Ma ci viene in aiuto anche la più vistosa differenza tra il Cronista e il Deuteronomista, e cioè il fatto che il primo ignora totalmente le vicende del Regno Settentrionale, come se non valesse la pena di spendere parole per degli "eretici" che avevano abbandonato la purezza del culto nel Santo dei Santi di Gerusalemme. È probabile che dietro questa scelta ci sia un ben preciso intento polemico: nel IV secolo a.C. i Giudei gerosolimitani erano in forte contrasto con i Samaritani, insediati dagli Assiri nei territori che erano appartenuti al Regno del Nord.

## Fonti
Il Cronista attinge spesso dai Libri di Samuele e dei Re (ciò dimostra che essi sono antecedenti al suo lavoro), talvolta riprendendo alcuni passi quasi alla lettera, ma in 1 Cr 29,29 sono citate anche le presunte fonti utilizzate dal Cronista per redigere il suo primo libro: gli Atti del Veggente Samuele, gli Atti del Profeta Natan e gli Atti del Veggente Gad. Bisogna far notare che i Profeti d'Israele si dividono in due gruppi, i "profeti scrittori" e i "non scrittori". Dei primi ci sono pervenuti lunghi testi: è il caso di Isaia, Geremia ed Ezechiele. Dei secondi invece non ci è pervenuto nulla: Samuele, Natan, Elia ed Eliseo sono tra questi.
Naturalmente nulla vieta che anche Samuele e Natan abbiano scritto dei propri libri di visioni, che non ci sono pervenuti, ma bisogna ricordare che Samuele morì prima che Davide salisse al trono, ed è dunque assai improbabile che possa aver scritto degli atti del "re Davide". A quei tempi poi la scrittura era assai meno diffusa di quanto non sarebbe stato all'epoca dei profeti scrittori; considerando anche l'assoluta mancanza di altri riferimenti a questi scritti, è più probabile che si tratti di un espediente letterario del Cronista, che ha voluto dare al proprio scritto un'autorevolezza pari a quella di altri scritti biblici. Allo stesso modo i Proverbi o il Qoelet sono posti sotto l'egida di re Salomone per accrescerne il valore e la sacralità, un po' come Alessandro Manzoni sostenne di aver tratto i suoi Promessi Sposi dalla famosa pergamena seicentesca.
Questo naturalmente non significa che il Cronista abbia inventato di sana pianta tutto ciò che racconta; egli poteva sicuramente consultare ottime fonti documentarie per noi perdute, in parte diverse da quelle dei Libri dei Re.

## Contenuto

### Suddivisione del testo
Il Primo Libro delle Cronache descrive le vicende del popolo ebraico dalle origini leggendarie fino all'XI secolo a.C. attraverso delle genealogie, e poi dei re Saul e Davide in forma narrativa; il Secondo Libro parla solo in forma narrativa, parte dalla morte di Davide (circa 970 a.C.) e giunge fino alla distruzione del regno di Giuda nel 587 a.C.
In tutto i due libri comprendono 65 capitoli (29 nel primo e 36 nel secondo) che si possono suddividere in diverse parti:
- La storia genealogica del Popolo Eletto (1 Cr 1-9);
- Il regno di Davide (1 Cr 9-21), comprendente sua ascesa al regno (1 Cr 9-12) e le sue imprese vittoriose (1 Cr 13-21);
- I preparativi per la costruzione del Tempio (1 Cr 22-28);
- Il regno di Salomone (1 Cr 29-2 Cr 9);
- La storia del regno meridionale (2 Cr 10-36), comprendente in particolare i regni di Giosafat (2 Cr 17-20), Ioas (2 Cr 23-24), Ezechia (2 Cr 29-32) e Giosia (2 Cr 35-36), cui il Cronista dedica ampio spazio perché riformatori del culto e nemici dell'idolatria.

### Le Genealogie
Come si è detto, a differenza dei Libri di Samuele e dei Re, eminentemente narrativi, i Libri delle Cronache si aprono con 9 capitoli di genealogie nude e crude. Il primo versetto del Primo Libro comincia addirittura ex abrupto con una lista di tredici nomi: Adamo, Set, Enos, Kenan, Maalaleel, Iared, Enoch, Matusalemme, Lamech, Noè, Sem, Cam e Jafet. Sono i nomi dei patriarchi antidiluviani tratti dal capitolo 5 della Genesi, come ad indicare che il Cronista vuole ritornare alle origini più remote della storia, a partire dallo stesso primo uomo (anche il Vangelo di Luca, capitolo 3, riporterà la genealogia di Gesù fino ad Adamo).
In pratica, con nove capitoli di genealogie, tra le quali si rintracciano praticamente tutti i protagonisti del Pentateuco, il Cronista intende riassumere l'intera vicenda storico-religiosa di Israele antecedente all'era monarchica. Un procedimento analogo sarà adottato anche nel Nuovo Testamento da Matteo e Luca, che presenteranno delle genealogie di Gesù per ricollegarlo a tutta la Storia della Salvezza a Lui precedente. I due evangelisti hanno tra l'altro attinto copiosamente agli elenchi del Cronista per compilare le loro genealogie.
Quello genealogico era un vero e proprio genere letterario, in voga presso vari popoli dell'Oriente Antico, seppure con minore frequenza che nell'Antico Testamento. Le genealogie servono a far riscoprire l'identità stessa di un popolo come nazione, ma anche a legittimare l'accesso a determinate posizioni sociali. Ad esempio, chi voleva essere sacerdote in Israele doveva poter dimostrare, elenchi genealogici alla mano, di discendere da Levi, figlio di Giacobbe e fondatore della tribù sacerdotale. Questo aspetto divenne particolarmente importante nell'era postesilica, a cui abbiamo detto risalire il lavoro del Cronista, quando i Giudei tentavano di ritrovare la loro stessa identità culturale e religiosa dopo lo choc di aver vissuto settant'anni nel bel mezzo del sincretismo e del cosmopolitismo babilonese.
Nelle genealogie e negli elenchi riportati dal Cronista si riscontrano parecchie incongruenze dovute sia al sommarsi di vari strati redazionali che all'uso di differenti fonti in contraddizione, oltre che a varianti dovute ai copisti. Gli esegeti cristiani notano, ad esempio, come "la lista dei figli di Manasse è data dai vv. 14-19, che pongono parecchi e difficili problemi. [...] È difficile trovare una spiegazione soddisfacente a tutte queste difficoltà, e ogni tentativo di affrontarle correggendo il testo rimane semplicemente congetturale" e - in merito agli elenchi di sacerdoti, discendenti di Levi, cantori e residenze dei figli Aronne, presentate in 1Cro5,27-6,66 - osservano che "questi lunghi elenchi sono per la maggior parte aggiunte composte a partire da dati biblici, da fonti non verificabili e da combinazioni arbitrarie"; anche tra i discendenti di Giuda e Beniamino vi sono importanti discrepanze: "le informazioni sulla discendenza di Beniamino nel c. 8, sono di genere diverso e a volte difficile a comprendersi. Esse ripetono altre liste che si trovano in 7,6-12 o in 9,35-44, ma con delle varianti", mentre "nella sezione di Giuda si notano una sequenza caotica e delle ripetizioni, risultanti dal mantenimento di notizie che riguardano la presenza di tribù non israelitiche, come Ieracmel e perfino Caino, tra i progenitori di Davide. [...] Viene dunque mantenuta non soltanto la genealogia effettiva, ma anche una variante nella quale sono inseriti degli antenati non edificanti, con il risultato che un fratello diventa zio o persino padre" e "questo lungo brano è in realtà un coacervo di documenti riguardanti Giuda e Davide, radunati in maniera tale da tradire l'intenzione dell'autore [...] Così troviamo una prima lista di discendenti al c.2, una seconda lista in 4,1-23 e un brano centrale sui discendenti di Davide al c. 3".

### Da Dan a Bersabea
Quest'espressione è usata in 1 Cr 21,2 per indicare la totalità del territorio di Israele, secondo un procedimento tipico delle culture semitiche e detto di « inclusione »: indicare le due estremità di una realtà significa indicarla nella sua interezza. Dan (oggi Tel Dan), in ebraico "giudizio", si trova all'estremità settentrionale della Terra di Canaan, presso la sorgente del fiume Giordano, mentre Bersabea (oggi Tel Be'er Sheva), in ebraico "pozzo del giuramento", si trova all'estremità meridionale della Giudea. È un luogo rinomato nell'Antico Testamento, essendo teatro di vari eventi all'epoca dei patriarchi (vedi Gen 21). Da notare che anche nell'Apocalisse Cristo definisce sé stesso « l'Alfa e l'Omega »: un evidente esempio di inclusione, giacché questa espressione viene ad indicare l'intero alfabeto greco, e quindi la totalità del Creato.

### Riferimenti
1. ↑  La Bibbia, Edizioni Paoline, 1991, p. 493, ISBN 88-215-1068-9.
2. ↑  Bibbia TOB, Elle Di Ci Leumann, 1997, p. 1706, ISBN 88-01-10612-2.
3. ↑  Bibbia TOB, Elle Di Ci Leumann, 1997, p. 1718, ISBN 88-01-10612-2.
4. ↑   1Cro5,26, su La Parola - La Sacra Bibbia in italiano in Internet.
5. ↑   1Cro16,27, su La Parola - La Sacra Bibbia in italiano in Internet.
6. ↑  Bibbia TOB, Elle Di Ci Leumann, 1997, p. 1737, ISBN 88-01-10612-2.
7. ↑   Louis Cornelius Jonker, The rhetorics of finding a new identity in a multi-religious and multi-ethnic society: The case of the book of Chronicles (PDF), in Verbum et Ecclesia, vol. 24, n. 2, 2003,  pp. 394-416, DOI:10.4102/ve.v24i2.350, ISSN 1609-99982 (WC · ACNP), OCLC 861749915. URL consultato il 28 luglio 2020 (archiviato il 28 luglio 2020). Ospitato su researchgate,net.
8. ↑  (DE) editore Vandenhoeck & Ruprech Willi, Thomas, Die Chronik als Auslegung. Untersuchungen zur literarischen Gestaltung der historischen Überlieferung Israels, Gottinga, 1972, LCCN n92074249, OCLC 680986.. Citato in Jonker, Verbum et Ecclesia, 24(2), pp. 400-401.
9. 1 2  (DE) Thomas Willi, Juda - Jehud - Israel. Studien zum Selbstverständnis des Judentums in persischer Zeit, Forschungen zum Alten Testament (FAT), n. 12, Tubinga, Mohr (Siebeck), 1995,  pp. 35-36, OCLC 243818835..Citato in Jonker, Verbum et Ecclesia, 24(2), pp. 398-399.
10. ↑   1Cr 29,7, su La Parola - La Sacra Bibbia in italiano in Internet.
11. ↑   1Cr 29,29, su La Parola - La Sacra Bibbia in italiano in Internet.
12. ↑   1Cro7,14-19, su laparola.net..
13. ↑  Bibbia TOB, Elle Di Ci Leumann, 1997, p. 1722, ISBN 88-01-10612-2.
14. ↑   1Cro5,27-6,66, su La Parola - La Sacra Bibbia in italiano in Internet.
15. ↑  Bibbia di Gerusalemme, EDB, 2011, p. 773, ISBN 978-88-10-82031-5.
16. ↑   1Cro7,6-12; 9,35-44, su laparola.net..
17. ↑  Bibbia TOB, Elle Di Ci Leumann, 1997, p. 1723, ISBN 88-01-10612-2.
18. ↑  Raymond E. Brown, Joseph A. Fitzmyer, Roland E. Murphy, Nuovo Grande Commentario Biblico, Queriniana, 2002, pp. 475-476, ISBN 88-399-0054-3.
19. ↑   1Cro4,1-23, su laparola.net..
20. ↑  Bibbia TOB, Elle Di Ci Leumann, 1997, p. 1711, ISBN 88-01-10612-2.
21. ↑   1Cr 21,2, su La Parola - La Sacra Bibbia in italiano in Internet.
22. ↑   Gen 21, su La Parola - La Sacra Bibbia in italiano in Internet.